# Bora Chung
Bora Chung (정보라?; Seul, 1976) è una scrittrice e traduttrice sudcoreana, nota per le sue opere di narrativa breve che mescolano elementi di horror, fantascienza, folclore, realismo magico e satira sociale.
La sua raccolta di racconti Coniglio maledetto, best seller in Corea del Sud, è stata finalista all' International Booker Prize nel 2022 e al National Book Awards 2023 per la letteratura tradotta, segnando un importante riconoscimento internazionale per la letteratura sudcoreana.
Chung è anche traduttrice di opere dal russo e polacco al coreano.

## Biografia
Nata a Seul nel 1976, Chung fino all'età di 9 o 10 anni è cresciuta nel retro dello studio di una clinica dentistica, dove lavoravano i suoi genitori.
Dopo aver studiato letteratura russa e inglese presso l'Università Yonsei, ha proseguito la formazione negli Stati Uniti, conseguendo un master in studi sull'Europa orientale presso la Yale University e un dottorato in letterature slave all'Università dell'Indiana, specializzandosi in letteratura utopica russa e polacca del XX secolo. Ha trascorso otto anni negli Stati Uniti, esperienza che ha contribuito a definire la sua prospettiva internazionale. 
Rientrata in Corea, ha insegnato letteratura russa e studi di fantascienza alla Yonsei University, affiancando all’attività accademica la scrittura e la traduzione di opere letterarie russe e polacche.
Nel 1998 ha ricevuto il premio letterario Yonsei con il racconto Meori (머리, trad.: Testa), cui sono seguiti altri riconoscimenti, tra cui il  Digital Literature Awards (2008) e i Gwacheon Science Center SF Awards (2014).
La notorietà è arrivata nel 2017 con la pubblicazione della raccolta di racconti Il coniglio maledetto (저주 토끼 / Chŏju t'okki), tradotta in più lingue e finalista all’International Booker Prize 2022, elogiata per aver offerto "un ritratto agghiacciante delle paure e delle pressioni latenti della vita quotidiana attraverso una miscela unica di horror, fantasy e fantascienza".
Nel 2021 Chung si si è dimessa dall'attività di insegnamento per dedicarsi a tempo pieno alla scrittura. Ha pubblicato vari romanzi e raccolte, alcuni dei quali tradotti in inglese, come Red Sword, Your Utopia e Midnight Timetable.
Attiva socialmente, ha partecipato alle proteste per le vittime del naufragio del Sewol Ferry nel 2014, contro la centrale nucleare di Kori e contro la guerra in Ucraina. Nel 2020 ha sostenuto l'approvazione della legge antidiscriminazione a favore dei diritti delle minoranze sessuali in Corea e della legge per la prevenzione di incidenti gravi e la sicurezza dei lavoratori.
Chung ha sostenuto che la fantascienza è un mezzo perfetto per riflettere le voci dei sottorappresentati, tra cui donne, persone LGBTQ, minoranze razziali o persone con disabilità, e che partecipare alle proteste le sembra un modo per "essere una brava persona".

## Opere
Bora Chung ha pubblicato diversi romanzi e raccolte di racconti, muovendosi tra fantascienza, horror, folclore e realismo magico. I suoi primi lavori - le raccolte di racconti La prostituta del re (왕 의 창녀 / Wang ŭi ch'angnyŏ, 2013) e Il seme (씨앗  / Ssiat, 2013) - sono stati scritti con lo pseudonimo Jeong Do-gyeong.
Nel 2022 l'edizione inglese della sua raccolta di racconti Cursed Bunny, tradotta da Anton Hur, è stata selezionata per l'International Booker Prize, prima opera di letteratura fantastica sudcoreana a ottenere tale riconoscimento internazionale, e l'anno successivo per il National Book Award per la letteratura tradotta. Nel 2025 Your Utopia (tit. orig.: Kŭnyŏ rŭl mannada, 2021, trad.: Incontrare lei) è risultato finalista al Philip K. Dick Award.
In Italia la sua raccolta di racconti Coniglio maledetto è stata tradotta nel 2024 dalla casa editrice La Tartaruga; in traduzione inglese sono usciti anche alcuni romanzi, tra cui Red Sword (tit. orig.: Pulgŭn k'al, 2019, trad.: La spada rossa), Midnight Timetable (tit. orig.: Hanbam ŭi siganp'yo, 2023, trad.: Orario di mezzanotte) e la raccolta di racconti Your Utopia (tit. orig.: Kŭnyŏ rŭl mannada, 2021, trad.: Incontrare lei).

### Raccolte di racconti
- 왕의 창녀 / Wang ŭi ch'angnyŏ, 2013 (trad.: La prostituta del re). Pubblicata sotto lo pseudonimo Jeong Do-gyeong, è costituita da tredici racconti in due volumi, incentrati su rapporti umani violenti e disturbanti, con storie di ritorni dall’aldilà e relazioni ossessive.[18][19][20]
- 씨앗 / Ssiat, 2013 (trad.: Il seme, trad. spag. Semilla), anch’essa firmata come Jeong Do-gyeong, raccoglie una dozzina di racconti, tra cui una trilogia di fiabe rielaborate con toni dark, oltre a storie di fantascienza e fantasy su intelligenza vegetale, crisi ambientale e tecnologie futuristiche.[21]
- 저주 토끼 / Chŏju t'okki, 2017 (trad.: Il coniglio maledetto), la sua opera più nota, comprende dieci racconti che mescolano horror, fantasy e satira sociale. È stato tradotto in diciassette lingue e nel 2022, nella versione inglese Cursed Bunny (trad. Anton Hur), è entrato nella shortlist dell’International Booker Prize.[22][10]

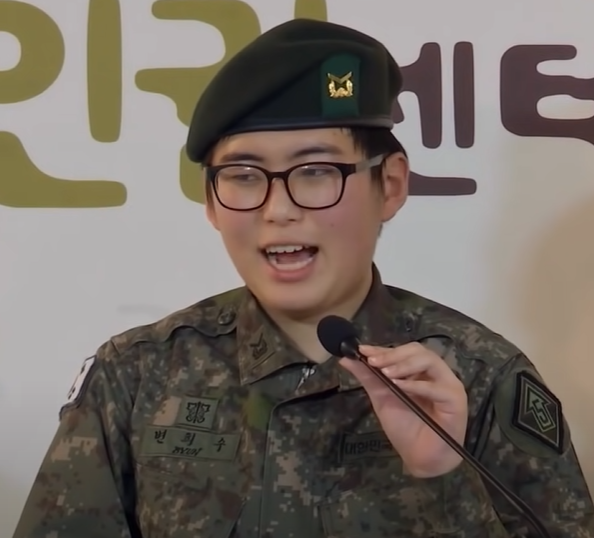
Byun Hee-soo, la prima soldatessa coreana transgender morta suicida nel 2021, a cui Bora Chung ha dedicato un suo racconto

- Byun Hee-soo, la prima soldatessa coreana transgender morta suicida nel 2021, a cui Bora Chung ha dedicato un suo racconto그녀를 만나다 / Kŭnyŏ rŭl mannada, 2021 (trad.: Incontrare lei), è un'antologia che raccoglie otto racconti, tematicamente collegati, che spaziano tra distopia, fantascienza e horror, con scenari di epidemie spaziali, aziende biotech e intelligenze artificiali, incentrati su sorveglianza, discriminazioni, resistenza sociale e sui pericoli della tecnologia avanzata.[23][24] I racconti, tra cui il premiato Il seme (씨앗 / Ssiat), sono stati scritti tra il 2010 e il 2021, quando Chung insegnava all'università. Il racconto che dà il titolo al volume è dedicato al sergente Byun Hee-soo, la prima soldatessa coreana transgender, che nel 2021 si è tolta la vita dopo essere stata congedata forzatamente dall'esercito l'anno precedente. La traduzione inglese pubblicata nel 2024 ha assunto il titolo di un altro racconto della raccolta, Your Utopia.[13][25] Your Utopia è stato nominato "Libro dell'Anno" dalla rivista Time nel 2024 ed è risultato tra i sei finalisti del Philip K. Dick Award 2025.[16]

- 여자들의 왕 / Yŏjadŭl ŭi wang, 2022 (trad.: Il re delle donne) raccoglie racconti fantasy femministi che rielaborano miti e archetipi narrativi con protagoniste femminili, esplorando temi di autodeterminazione e sovversione dei ruoli di genere.[26]
- 아무도 모를 것 이다 / Amudo morŭl kŏt ida, 2023, (trad.: Nessuno lo saprà). Raccolta di nove racconti della produzione giovanile di Bora Chung, una sorta di "prequel letterario" che ripercorre la visione del mondo dell'autrice, presentando i suoi primi racconti all'insegna del bizzarro e del fantastico.[27][28]

### Romanzi
- 문 이 열렸다 / Mun i yŏllyŏtta, 2010 (trad.: La porta si apre) è un romanzo che intreccia un triangolo amoroso con elementi fantastici, incentrati sulla trasformazione di un uomo in lupo mannaro e sull’apertura di un passaggio verso un mondo parallelo.[29][30]
- 붉은 칼 / Pulgŭn k'al, 2019 (trad.: La spada rossa), ed. inglese: Red Sword (Honford Star, 2025). In un futuro imperiale che impiega in guerra schiavi e soldati clonati, Chrisna sopravvive su un pianeta ostile popolato da “alieni bianchi” e scopre di essere un clone. Il contesto richiama i conflitti del XVII secolo tra soldati coreani che combattono contro la Russia per conto della dinastia Qing, reinventati in un futuro galattico. Il romanzo indaga guerra e identità ed è incentrato sulla questione di come un individuo o un piccolo gruppo possa combattere contro una forza schiacciante.[31][32]
- 한밤의 시간표 / Hanbam ŭi siganp'yo, 2023 (trad.: Orario di mezzanotte), ed. inglese Midnight Timetable (Algonquin Books, 2025) è un romanzo ambientato in un istituto che custodisce oggetti maledetti, dove la protagonista, che lavora di notte, assiste alla misteriosa scomparsa dei suoi colleghi. Ogni oggetto apre a racconti horror e soprannaturali con riflessioni sociali su temi come sperimentazioni sugli animali, terapie coercitive ed alienazione sociale, violenze domestiche e capitalismo feroce, componendo un ritratto critico e malinconico delle ingiustizie del mondo.[33][34][35]
- 고통에 관하여 / Kot'ong-e gwanhayeo, 2023 (trad.: A proposito del dolore), ed. inglese Pain Chasers (Algonquin Books, 2026). Thriller di fantascienza incentrato sul conflitto tra un'azienda farmaceutica che ha sviluppato un antidolorifico rivoluzionario, capace di cancellare ogni forma di dolore, e un gruppo religioso radicale che considera invece la sofferenza una via verso la salvezza umana. Tra i temi affrontati, le radici del concetto di dolore, il controllo sociale, l'etica della scienza.[36][37]
- 아이들의 집 / Aidŭl ŭi chip, 2025 (trad.: La casa dei bambini) è un thriller fantascientifico che esplora il tema dell'educazione e della cura dei figli e invita i lettori a riflettere sul significato della genitorialità.[38][39]

## Premi e riconoscimenti
- 1998 - Yonsei Literature Prize, per il racconto Testa (머리) - Il racconto è stato poi pubblicato nella raccolta Coniglio maledetto.[8]
- 2008 - Digital Writers' Awards, sezione Mobile, Distinction Award, per il racconto Ho (호, trad.: La volpe)[8]
- 2014 - Gwacheon Science Center SF Awards, secondo premio per il racconto Ssiat (씨앗, trad.: Seme)[8]
- 2022 - International Booker Prize, finalista per la raccolta di racconti Coniglio maledetto (저주 토끼)[40]
- 2023 - National Book Award for Translated Literature per la versione inglese di Cursed Bunny, tradotta da Anton Hur.[41]
- 2025 - Philip K. Dick Award 2025, finalista per Your Utopia [42]

## Influenze
Chung ha indicato tra i propri riferimenti la scrittrice coreana Park Wan-suh (1931-2011), che le ha offerto un modello per rappresentare la condizione femminile intrecciando dimensione emotiva e storia contemporanea. Un’altra esperienza significativa  risale alla sua infanzia, quando seguiva negli anni ottanta la serie televisiva Korean Ghost Stories: da quelle narrazioni di leggende e fenomeni paranormali maturò l'interesse per figure mitiche come il Gumiho, la volpe a nove code, che avrebbe poi reinterpretato in chiave contemporanea nel racconto Ho (trad. La volpe).

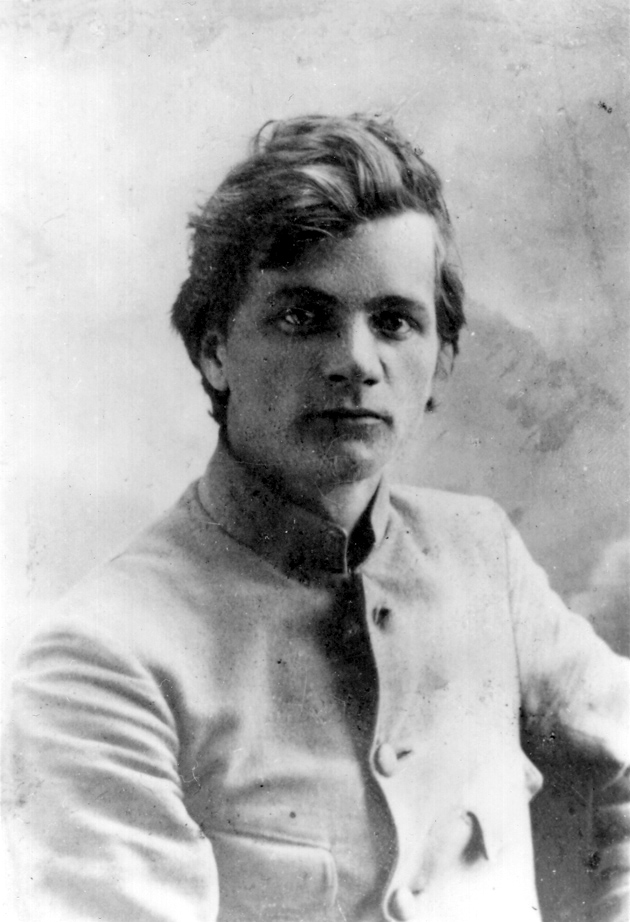
Lo scrittore russo Andrei Platonov, tra gli ispiratori delle opere di Chung

Alla sua formazione hanno contribuito anche le letterature slave del Novecento. Tra gli autori da lei più volte menzionati figurano i polacchi Bruno Schulz (1892-1942) e Bruno Jasienski (1901-1938/40), e i russi Andrei Platonov (1899-1951) - di cui ha studiato durante il master a Yale il romanzo distopico Da un villaggio in memoria del futuro - e Lyudmila Petrushevskaya (1938-), dalla quale ha appreso la capacità di mescolare emozioni contrastanti e di rappresentare la lotta delle donne in società ingiuste.  Secondo Chung, questi scrittori condividono l’attenzione per l’esperienza umana della sofferenza e della perdita. Ha inoltre indicato come modello personale la scrittrice russa di gialli Alexandra Marinina.
Oltre alla narrativa, Chung ha tratto trae ispirazione da leggende, racconti popolari e tradizioni mitologiche. In particolare ha richiamato le mitologie slave, soprattutto quella russa, e testi storici medievali come la Cronaca degli anni passati, dalla quale ha appreso a costruire figure femminili forti e complesse, come la principessa Olga di Kiev. Ha inoltre sottolineato l’importanza dei resoconti contenuti nel Samguk sagi (삼국사기, 三國史記; lett.: Cronache dei Tre Regni) e nel Samguk yusa (삼국유사, 三國遺事, lett. Memorie dei Tre Regni) , compilati nel XII e XIII secolo, che raccolgono episodi insoliti e racconti di creature mitiche: «Penso che le leggende metropolitane, i miti e i racconti popolari ci dicano costantemente che ciò che sappiamo non è tutto», ha dichiarato, «e non dovremmo essere così arroganti da credere che ciò che i nostri cinque sensi percepiscono sia l’unica realtà possibile».

## Stile
Chung adotta spesso scelte narrative inattese o illogiche per rendere le storie meno prevedibili, combinando la struttura delle fiabe europee con elementi di horror e fantasy, calati nella realtà coreana, cui aggiunge un "tocco di magia". Nel suo primo racconto, Testa, uno sviluppo deliberatamente surreale della storia, ha sostituito una versione precedente, più realistica, perché considerata noiosa, metodo che l'autrice ha scelto di mantenere per i suoi successivi lavori.
Chung ha sostenuto di privilegiare la descrizione degli eventi rispetto alle emozioni dei personaggi, ritenendo che rappresentare ogni cambiamento mentale possa annoiare il lettore. Nei suoi racconti i personaggi esplorano mondi estranei o incomprensibili. L'autrice ha dichiarato che scrivere le consente di dare un senso a cose che non capisce e che, essendo il mondo un posto estraneo e strano, "sia pura arroganza da parte degli esseri umani credere di aver capito tutto con le loro limitate capacità fisiche e psicologiche". Se da una parte intende mettere in rilievo eventi spiacevoli e incomprensibili che accadono nelle storie, dall'altra stabilisce una sorta di empatia nei confronti di coloro che vengono ingiustamente colpiti e che lottano da soli. Scrivere, afferma ancora Chung, "è una forma di dissenso e di resistenza".
Una caratteristica ricorrente della sua scrittura è l’uso di paragrafi composti da una sola frase, come nell'ultima riga di La fine del viaggio, il secondo racconto di Kŭnyŏ rŭl mannada, 2021 (trad. inglese Your Utopia, 2024), per ottenere un effetto definito “mic-drop”, ossia una chiusura secca e ad alto impatto che riassume o ribalta il senso del testo in poche parole. Questa tecnica risulterebbe ispirata alla sua esperienza di studio in Polonia, dove le frasi brevi aiutavano a semplificare il polacco.